# Oihus dilloni
Oihus dilloni är en skalbaggsart som beskrevs av Franz 1953. Oihus dilloni ingår i släktet Oihus och familjen långhorningar.
Artens utbredningsområde är Fiji. Inga underarter finns listade i Catalogue of Life.